# General Guido (partido)
General Guido (Partido de General Guido) is een partido in de Argentijnse provincie Buenos Aires. Het bestuurlijke gebied telt 2.771 inwoners. Tussen 1991 en 2001 steeg het inwoneraantal met 7,32 %.

## Plaatsen in partido General Guido
- General Guido
- La Posta
- La Unión
- Labardén